# Грањано (Напуљ)
Грањано (итал. Gragnano) је насеље у Италији у округу Напуљ, региону Кампанија.
Према процени из 2011. у насељу је живело 29082 становника. Насеље се налази на надморској висини од 75 м.

## Становништво
| 1931.  | 1936.  | 1951.  | 1961.  | 1971.  | 1981.  | 1991.  | 2001.  | 2011.  |
| ------ | ------ | ------ | ------ | ------ | ------ | ------ | ------ | ------ |
| 11.615 | 12.853 | 15.760 | 16.714 | 19.817 | 26.041 | 28.616 | 29.553 | 29.509 |